# Ruben Love
Pour les articles homonymes, voir Love.
Pas d'image ? Cliquez ici

a Compétitions nationales et continentales officielles uniquement.

b Matchs officiels uniquement.
Dernière mise à jour le 17 mars 2023.
Ruben Love, né le 28 avril 2001 à Wellington (Nouvelle-Zélande), est un joueur international néo-zélandais de rugby à XV. Il joue aux postes d'arrière et de demi d'ouverture avec les Hurricanes en Super Rugby depuis 2021, et avec la province de Wellington en NPC depuis 2020.

## Biographie

### Jeunesse et formation
Ruben Love est né à Wellington, mais grandit dans la région de Manawatū-Whanganui, dont est originaire sa famille. Son père Matene a joué au rugby à haut niveau avec les provinces de Manawatu et Wanganui, et a représenté l'équipe des Māori de Nouvelle-Zélande,. Son oncle Danny a également joué pour Manawatu, en plus des Counties Manukau et des Crusaders.
Il pratique dans un premier temps le cricket, avant de pratiquer également le rugby à l'adolescence après l'insistance de son père. Scolarisé à la Palmerston North Boys' High School (en), il joue avec l'équipe de son établissement dans ces deux sports. En cricket, il joue au poste de gardien de guichet-batteur, et se distingue en inscrivant deux centuries. Il est considéré comme l'un des meilleurs joueurs de sa région,. Au rugby, il joue aux postes de demi d'ouverture et d'arrière, mais joue principalement au second poste avec son équipe, à cause de la présence de Stewart Cruden à l'ouverture. Il joue également avec l'équipe des moins de 18 ans de la franchise des Hurricanes en 2018. Ses performances en cricket et rugby lui permettent d'obtenir le titre de meilleur sportif lycéen de sa région en 2019.
Au cricket, Love joue avec l'équipe de Nouvelle-Zélande des moins de 19 ans en 2019, ainsi qu'avec la sélection scolaire Māori la même année,,.
En rugby, il représente la sélection Māori des moins de 18 ans en 2018,. L'année suivante, il joue avec les Barbarians scolaires, qui sont l'équipe réserve de la sélection scolaire néo-zélandaise (en).
Après avoir terminé le lycée, il décide de se focaliser sur la pratique du rugby, avec pour objectif de devenir professionnel. Il signe alors un contrat avec la province de Wellington, déclinant au passage l'offre de sa province d'origine de Manawatu. À son arrivée dans la région de Wellington, il joue dans un premier temps au sein du championnat amateur local avec le Wainuiomata RFC. Une blessure à la cheville limite néanmoins ses apparitions lors de la saison 2020.

### Début de carrière professionnelle (2020-2024)
En juillet 2020, alors qu'il est âgé de 19 ans, Ruben Love est retenu au sein de l'effectif senior de Wellington pour disputer la saison de National Provincial Championship (NPC),. Il joue son premier match professionnel le 25 septembre 2020 face à Bay of Plenty, inscrivant au passage un essai. Il joue un total de cinq rencontres lors de sa première saison, dont trois titularisations au poste d'arrière.
Après sa première saison au niveau provincial, il est recruté par la franchise des Hurricanes pour la saison 2021 de Super Rugby, s'engageant pour une durée de trois saisons,. Il joue son premier match dans cette compétition le 26 mars 2021 contre les Highlanders. Rapidement, il obtient un temps de jeu conséquent au poste de demi d'ouverture, profitant des blessures longues durées de Jackson Garden-Bachop (en) et Simon Hickey,. Il joue un total de sept rencontres lors de sa première saison de Super Rugby.
En mai 2021, il est sélectionné avec l'équipe de Nouvelle-Zélande des moins de 20 ans. Toutefois, dans un contexte de pandémie de Covid-19, les Baby Blacks ne jouent aucune rencontre internationales, et doivent se contenter de matchs contre des clubs nationaux.
Plus tard en 2021, il dispute sa deuxième saison au niveau provincial avec Wellington, où il s'impose comme le titulaire à l'ouverture.
Lors de la saison 2022 de Super Rugby, il commence la saison à l'ouverture avant d'être repositionné progressivement à l'arrière, après l'émergence d'Aidan Morgan (en) et le replacement de Jordie Barrett comme premier centre,. Blessé à plusieurs reprises, il ne joue toutefois que neuf rencontres lors de la saison,.
En juin 2022, il est sélectionné avec les Māori All Blacks afin de disputer une série de matchs contre l'équipe d'Irlande. Remplaçant lors des deux matchs, son équipe remporte la première confrontation, avant de s'incliner lors de la seconde, malgré un essai de Love,.
Lors de la saison 2022 de NPC, Love est uniquement utilisé à l'arrière avec Wellington, et prend une part active à la victoire de son équipe en championnat,.
Au mois de octobre 2022, il est retenu au sein de l'équipe réserve néo-zélandaise, les All Blacks XV (en) pour une tournée en Europe. Il est titulaire à l'arrière lors du match face aux Ireland Wolfhounds (en), et inscrit un essai dans la large victoire de son équipe,.
En 2023, il manque le début de la saison de Super Rugby à cause d'une blessure à l'aine.

### International néo-zélandais (depuis 2024)
Au mois de juillet 2024, Ruben Love est sélectionné pour la première fois de sa carrière avec les All Blacks, afin de participer au Rugby Championship. Il est alors le seul joueur non-capé du groupe,. Alors qu'il devait faire ses débuts lors de la cinquième journée de la compétition face à l'Australie, il se blesse à la cuisse, le rendant indisponible jusqu'à la fin du tournoi et l'empêchant d'obtenir sa première sélection.
Ruben Love obtient finalement sa première cape avec la Nouvelle-Zélande un mois plus tard lors d'un match amical face au Japon. Il commence cette rencontre sur le banc des remplaçants, puis entre en jeu en seconde période à la place de Sevu Reece et inscrit deux essais. Les Néo-Zélandais l'emportent alors largement sur le score de 64 à 19.

## Palmarès
- Vainqueur du National Provincial Championship en 2022 (en) et 2024 avec Wellington.